# Euro Alliance of Payment Schemes
La Euro Alliance of Payment Schemes (EPA) (Alianza Europea de Sistemas de Pago) fue una alianza internacional de bancos y redes interbancarias europeos que se había dirigido a la creación de un sistema paneuropeo de tarjetas de débito en la Zona Única de Pagos en Euros que rivalizara con Visa y Mastercard utilizando los sistemas nacionales existentes. Se lanzó en 2007 con el apoyo de la Unión Europea, pero fracasó y se abandonó en algún momento después de 2013.

## Historia
El consorcio con sede en Bruselas, que se anunció formalmente en julio de 2007, incluía miembros como Electronic Cash en Alemania, Bancomat / PagoBancomat en Italia, Multibanco en Portugal, EURO 6000 en España, LINK en el Reino Unido y EUFISERV, un sistema de cajeros automáticos. operado internacionalmente por el Grupo Europeo de Cajas de Ahorro. Aunque sin aliarse con EAPS, el Banco Central Europeo se pronunció en febrero de 2007 a favor de la labor realizada por EAPS como «el primer paso hacia una consolidación de los sistemas de tarjetas que conduzca a un sistema de tarjetas europeo». Antes de la implementación de la alianza EAPS, solo las tarjetas de débito MasterCard/Maestro y Visa / V Pay podían usarse en el extranjero en Europa. EAPS se inició por primera vez particularmente para desafiar el dominio de MasterCard en los pagos de débito internacionales.
Según el European Card Review de 2007, se esperaba que EAPS desempeñara un papel menos fundamental en la difusión de la iniciativa de la Zona Única de Pagos en Euros que los planes más grandes como el "Falkensteiner Group", que creían que incluía UniCredit, Société Générale, ING y Deutsche Bank pero, sin embargo, solo fue capaz de desempeñar un papel "marginal".  El "Falkensteiner Runde" ( Círculo de Falkensteiner ) - según el Grupo Lafferty formado por ABN AMRO, Allianz Dresdner, ING Bank, Rabobank, UniCredit, Deutsche Bank, Société Générale y Commerzbank - estaba discutiendo una red interbancaria alternativa basada en la red Girocard alemana unida por la red francesa Carte Bancaire . Aproximadamente al mismo tiempo, a principios de 2007, se formó otra iniciativa en la empresa "PayFair" en Bruselas para implementar el Esquema de Pago Europeo. Este esfuerzo consistió en construir una infraestructura desde cero, enfocándose al principio en reconstruir la infraestructura POS (es decir, no bancaria) en Bélgica y Holanda a partir de 2008 y se expandió a Alemania durante 2010 a través de terminales "easycash". Fundado en 2008, el "Proyecto Monnet" se dio a conocer en Frankfurt en 2009 enumerando los mismos miembros del Círculo Falkensteiner. Informes posteriores citan estos tres elementos (Proyecto Monnet, esquema PayFair, consejo EAPS) como las fuerzas impulsoras detrás de las alternativas centradas en SEPA para redes de tarjetas de débito.
Mientras tanto, el EAPS anunció la cooperación bilateral de las redes interbancarias de cajeros automáticos, a saber, la aceptación de la tarjeta Bancomat italiana en los cajeros automáticos Girocard alemanes  y la aceptación de la tarjeta Girocard alemana en los cajeros automáticos UK LINK. Independientemente, las cajas de ahorros europeas habían creado la red paneuropea EUFISERV para aceptar tarjetas de débito en sus cajeros automáticos; Eufiserv fue uno de los fundadores del consejo EAPS.
El 5 de mayo de 2010 el Proyecto Monnet celebró una reunión en Madrid para avalar un Proyecto de Tarjeta Europea. De los 30 bancos que asistieron, 12 bancos de 8 países se ofrecieron como voluntarios para unirse a una fase de consorcio para detallar los requisitos técnicos y preparar tratados sobre la fundación de una nueva empresa de pago con tarjeta bancaria. El BCE acogió con agrado estos pasos, citando el ejemplo chino de UnionPay, por el que una nueva marca de tarjeta bancaria puede ganar rápidamente aceptación, ya que China UnionPay es aceptada en 29 países europeos más 60 países más en todo el mundo) Se predijo que para 2010 los resultados de la fase de consorcio conduciría a una decisión definitiva de construir una nueva infraestructura de tarjetas bancarias, pero este no fue el caso.
El proyecto fracasó y fue abandonado en algún momento después de esto.